# Neg Lyrical
Neg Lyrical, de son vrai nom Rodolphe Richefal, né le 2 juillet 1976, est un artiste de hip-hop français. Il est connu pour ses textes documentés et son engagement pour un rap créole. Neg Lyrical est basé à Paris. Il produit ses albums et des compilations d'artistes. Il monte ses clips vidéo. Il se produit sur scène avec des musiciens.

## Biographie
Neg Lyrical est originaire de Martinique. Il commence le rap au sein du groupe Negkipakafélafet en 1989. Le collectif se fait connaitre lors d'un émission de freestyle du samedi soir organisée par la station régionale Sun FM. Ainsi il participa avec le titre Discipline à la compilation Martinik Dancehall en 1993. Puis le titre plitaplitriss trouve bonne place sur la compilation de l'été 1994 Dancehall Party. L'année suivante, Negkipakafélafet en édite un remix : il s'agit de leur premier titre auto-produit. Les Negkipakafélafet étaient une association ayant pour but la promotion de la culture hip-hop à la Martinique. Ainsi Neg Lyrical cherchait par ce biais à fédérer la scène rap alors embryonnaire sur l'île. Pour cela, ils organisèrent des soirées et des concerts de plus ils animèrent une émission de radio hebdomadaire sur Campus FM.
En 2013, il publie son troisième album solo, Explicit Lyrics. En 2015, Neg Lyrical publie le clip Georges avec Krimy.

## Discographie

### Albums studio
- 1996 : KIMANNIèOUPéDIMWENANBAGAY KONSAPéFèT[7]
- 2008 : De A à Z
- 2010 : Marronnage[8]
- 2012 : Explicit Lyrics

### Apparitions
- 1998 : Fabe - Détournement de son
- 2001 : compilation Ghetto raid[9]
- 2002 : compilation Bélèboumbap[10]
- 2003 : Groovin Attitude[11]
- 2004 : compilation Megawatt[12]
- 2004 : compilation Pass di rhum[13]
- 2005 : compilation Atomic'riddim[14]
- 2005 : compilation Gwadajah 2[15]
- 2008 : Kool 16 : la Kay tonton[16]
- 2008 : Ti flash : mix tape la![17]

### Compilations
- 2006 : Fewos epi bon zépis[18]
- 2007 : Bondamanjak[19]
- En mode dancehall